# Läsebok
Läsebok är en elementarbok i läsning som växte fram ur ABC-boken. I Sverige utkom 1867 Läsebok för småskolan och Läsebok för barn i hemmet och 1868 Läsebok för folkskolan som blev den första icke-religiösa bok i Sverige som nådde nästan alla. På 1900-talet blev läseboken färgglad och bättre anpassad till barnets föreställningsvärld.